# Inspektorat Katowice Armii Krajowej
Inspektorat Katowice Armii Krajowej – terenowa struktura Okręgu Śląsk Armii Krajowej
Kryptonim okręgu „Huta”. Dowódcą (inspektorem) był ppor. Józef Skrzek „Gromek”.

## Struktura organizacyjna
Struktura organizacyjna podana za Atlas polskiego podziemia niepodległościowego:
- Obwód Katowice Miasto
- Obwód Katowice Powiat
- Obwód Chorzów
- Obwód Zewnętrzny Bytom (do 1943 w Inspektoracie Zewnętrznym Opole)
- Obwód Zewnętrzny Gliwice (do 1943 w Inspektoracie Zewnętrznym Opole)
- Obwód Zewnętrzny Zabrze (do 1943 w Inspektoracie Zewnętrznym Opole[3])